# Хусеин Сулејмани
Хусеин Сулејмани (21. јануар 1977. у Ријаду, Саудијска Арабија) је професионални фудбалер и репрезентативац Саудијске Арабије који наступа у фудбалском клубу Ал Ахри из Саудијске Арабије. 
Маркос Пакета селектор репрезентације Саудијске Арабије уврстио је Хусеина Сулејманина у тим за Светско првенство у фудбалу 2006. у Немачкој. Хусеин Сулејмани игра на позицији одбрамбеног играча.